# Ленгенбостель
Ленгенбостель (нім. Lengenbostel) — громада в Німеччині, розташована в землі Нижня Саксонія. Входить до складу району Ротенбург-на-Вюмме. Складова частина об'єднання громад Зіттензен.
Площа — 5,08 км2. Населення становить 478 ос. (станом на 31 грудня 2021).